# More Than This (chanson de Roxy Music)
Pour les articles homonymes, voir More Than This.
Singles de Roxy Music
In the Midnight Hour
(1980) Avalon
(1982)
More Than This est une chanson du groupe de rock britannique Roxy Music, parue en 1982.
C'est le premier single extrait du dernier album du groupe, Avalon. En dépit de son format inhabituel (la dernière minute de la chanson est entièrement instrumentale), elle rencontre un grand succès en Australie (6e), au Royaume-Uni (6e) et dans le reste de l'Europe, mais n'entre pas dans le Top 100 américain.
Elle s'est vendue à plus de 150 000 exemplaires en single en France.

## Musiciens
- Bryan Ferry : chant, claviers
- Andy Mackay : saxophone
- Phil Manzanera : guitare
- Neil Hubbard : guitare
- Alan Spenner : basse
- Andy Newmark : batterie
- Jimmy Maelen : percussions
- Fonzi Thornton : chœurs

## Classement
| Classement (1982)                      | Meilleure position |
| -------------------------------------- | ------------------ |
| Royaume-Uni (UK Singles Chart)         | 6                  |
| Suisse (Schweizer Hitparade)           | 6                  |
| Allemagne (Media Control AG)           | 24                 |
| Pays-Bas (Single Top 100)              | 25                 |
| Belgique (Flandre Ultratop 50 Singles) | 14                 |
| Suède (Sverigetopplistan)              | 17                 |
| Norvège (VG-lista)                     | 2                  |
| Nouvelle-Zélande (RMNZ)                | 12                 |
| France (SNEP)                          | 6                  |
| Australie (Kent Music Report)          | 6                  |
| Italie (Italian Singles Chart)         | 21                 |

## Reprises
- 10,000 Maniacs sur l'album Love Among the Ruins (1997)
- Charlie Hunter avec Norah Jones sur l'album Songs from the Analog Playground (2001), repris sur la compilation ...Featuring (2010)
- Bill Murray dans la bande originale du film Lost in Translation (2003)
- Electrelane en concert sur la compilation Singles, B-Sides & Live (2006)
- Lucy Kaplansky sur l'album Over the Hills (2007)
- Damhnait Doyle sur l'album Lights Down Low (2008)
- Missy Higgins en single (2009)